# Muscle Museum
„Muscle Museum“ je singl z debutového alba Showbiz britské alternativní rockové skupiny Muse. Z jejich první desky je to celkem třetí singl, který kapela vydala. Ve Spojeném království se začal prodávat 22. listopadu 1999 ve formátu CD a na 7" vinylu. O rok později, 9. října 2000, prošel singl v USA reedicí a s novými remixy byl znovu vydán.
Název skladby se skládá ze dvou slov, která ve většině anglických slovnících stojí vedle slova "Muse". Předmět celého songu je všeobecně považován za tajuplný a mnohé výklady na různých fórech se od sebe liší. Nicméně v jednom rozhovoru Matthew Bellamy prohlásil, že při skládání Muscle Museum byl silně ovlivněn svými negativními zážitky z mládí stráveném ve městě Teignmouth.
V roce 2004 vyšla biografická kniha anglického hudebního novináře Bena Myerse s názvem Muse: Inside the Muscle Museum, která mapuje počátky kapely až do roku 2004, kdy Muse vyjeli na Absolution Tour  .

## První vydání Muscle Museum (1999)
Poprvé byl singl Muscle Museum vydán ve Spojeném království 22. listopadu 1999 na dvojCD (stejně jako předešlý singl „Cave“) a na 7" vinylu. S jedinou speciální verzí přišlo Německo, kde Muscle Museum vyšel na jednom CD. V britské UK Singles Chart se první vydání umístilo na 43. příčce. Pro dvě britské verze byly vytvořeny dva rozdílné covery, na nichž je vyfocená skupina s okem v pozadí a od sebe se liší pouze barvou.

### Videoklip
Ve videoklipu doprovázejícím singl se objevují typičtí obyvatelé amerického předměstí, kteří jsou hromadně postiženi hysterií a nekontrolovatelným pláčem. Video končí pravděpodobnou sebevraždou dvou mladých lidí. Ačkoli je video velmi neobvyklé, původně obsahovalo ještě více zajímavých scén, které však musely být kvůli následné distribuci vystřiženy. Videoklip režíroval Joseph Kahn, jenž o několik let později spolupracoval s kapelou na natáčení klipu k singlu Knights of Cydonia. Originální verze videoklipu včetně poslední sebevražedné scény je zveřejněná na webových stránkách režiséra Kahna.

### Verze singlu

#### CD 1
1. „Muscle Museum“ - 4:22
2. „Do We Need This?“ - 4:17
3. „Muscle Museum (Live Acoustic)“ - 4:45

#### CD 2
1. „Muscle Museum (Full Length Version)“ - 5:23
2. „Pink Ego Box“ - 3:30
3. „Con-Science“ - 4:51

#### 7" vinyl
1. „Muscle Museum“ - 4:22
2. „Minimum“ - 2:42

#### Německá verze
1. „Muscle Museum (Radio Edit)“ - 3:58
2. „Overdue “- 2:26
3. „Jimmy Kane“ - 3:28
4. „Muscle Museum (Full Length Version)“ - 5:23

## Druhé vydání Muscle Museum (2000)
9. října 2000 vyšla výhradně jen v USA reedice singlu Muscle Museum opět na dvojCD a na 7" vinylu. Nový singl si na rozdíl od své starší verze polepšil v UK Singles Chart o několik příček a umístil se na 25. místě. CD jsou obohacena o několik remixů jak Muscle Museum, tak i Sunburn, jehož singl byl vydán v únoru 2000. Videoklip k reedici se skládá ze sestřihů živých provedení Muscle Museum na různých letních festivalech.

### Verze singlu

#### CD 1
1. „Muscle Museum (US Mix)“ - 4:22
2. „Agitated (Live)“
3. „Sunburn (Timo Maas Sunstroke Remix)“ - 6:24
4. „Muscle Museum Live Video“

#### CD 2
1. „Muscle Museum (US Mix)“ - 4:22
2. „Sober (Saint US Mix)“
3. „Muscle Museum (Soulwax Remix)“ - 3:44

#### 7" vinyl
1. „Muscle Museum (US Mix)“ - 4:22
2. „Escape (Live)“